# Гидна
Гидна — древнегреческая пловчиха и ныряльщица, которой приписали уничтожение персидского флота в 480 году до н. э.

## Биография
Согласно рассказу Павсания в его «Описании Эллады» перед решающим морским сражением с персами Гидна и её отец Скиллид вызвались помочь греческим войскам разгромить находившийся поблизости персидский военно-морской флот. Прибыв в Грецию, персидский царь Ксеркс I пришвартовал свои корабли у берегов горы Пелион, чтобы переждать шторм перед битвой при Артемисии. Гидна была хорошо известна в Греции как искусная пловчиха, которую с юных лет обучал её отец по имени Скиллид. Она славилась своей способностью плавать на большие расстояния и нырять глубоко в море.
В ночь перед сражением отец и дочь проплыли около десяти миль по бурным, неспокойным водам, чтобы добраться до кораблей. Они незаметно плавали между суднами, используя ножи, чтобы перерезать швартовы и вытаскивали брошенные якоря. Без якорей и швартовов корабли бились друг о друга в бурной воде. Большинство кораблей получили значительные повреждения, а некоторые затонули. Получившаяся задержка дала греческому флоту больше времени подготовиться в Артемисии и в конечном итоге привела к победе греческих войск при Саламине.
Согласно же Геродоту Скиллид в действительности работал на персов в качестве ныряльщика, возвращая большую часть ценных вещей, затонувших во время шторма, прежде чем перебежать на греческую сторону. Он якобы проплыл под водой от Афет до Артемисия, возможно, используя примитивный шноркель или украденную лодку, и передал грекам информацию о персидском флоте.
В благодарность за их деяния члены дельфийского союза посвятили отцу и дочери статуи в Дельфах. Павсаний писал, что «возле Горгия стоит пожертвованная амфиктионами статуя скионянина Скиллида и его дочери». По преданию римский император Нерон похитил её статую и вернулся с ней в Рим в I веке нашей эры.